# Yoshio Sakamoto

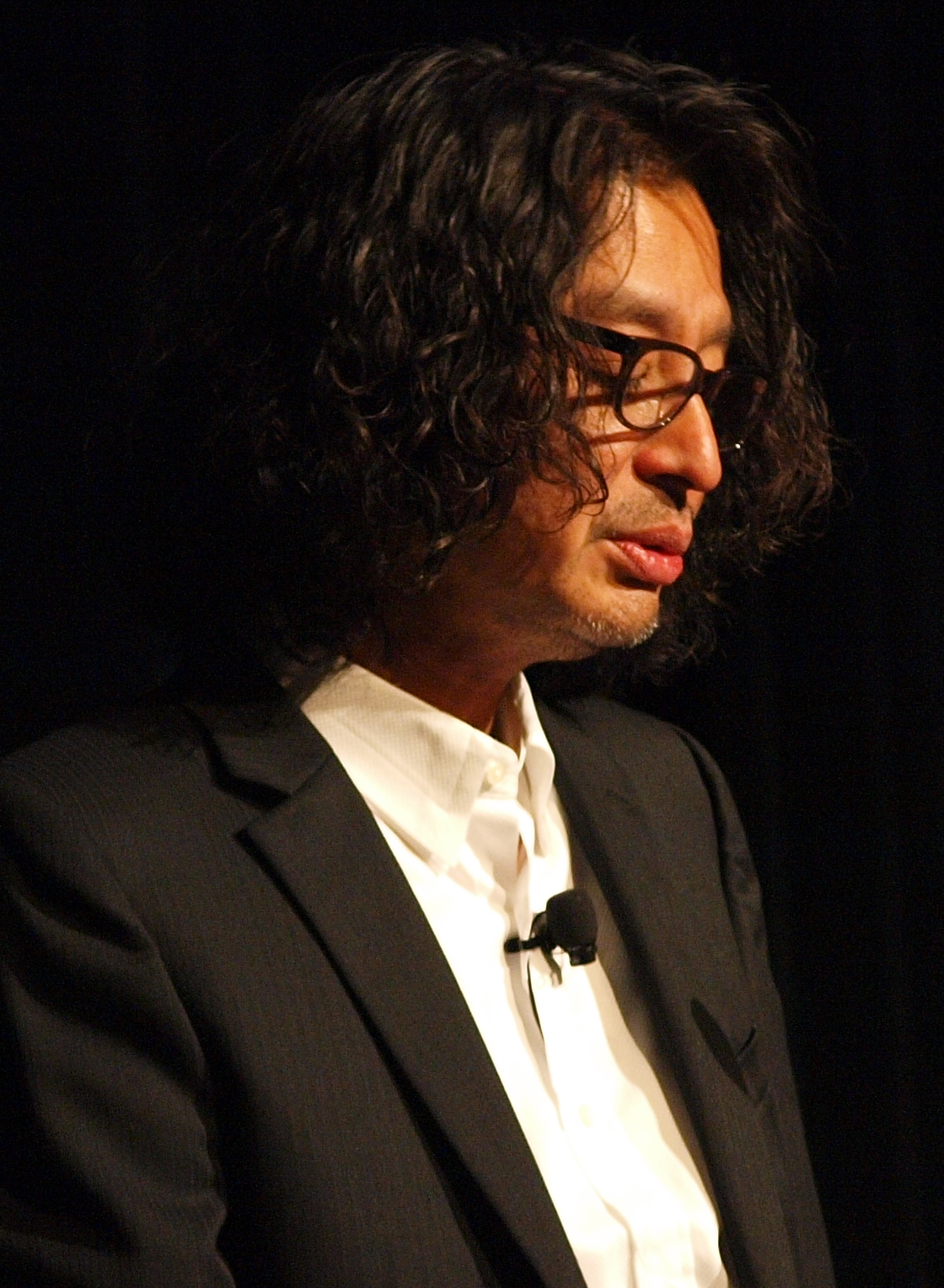
Yoshio Sakamoto bei der Game Developers Conference 2010

Yoshio Sakamoto (geboren am 23. Juli 1959) ist ein japanischer Spieleentwickler und Mitglied der Geschäftsführung bei Nintendo, wo er seit 1982 arbeitet. Er war federführend bei der Entwicklung diverser Videospiele, unter anderem der Metroid-Serie.

## Leben
Sakamoto ist eine der Schlüsselfiguren bei der Entwicklung der Metroid-Serie. Sakamoto wuchs mit Nintendo-Spielen auf, die er als fantasievoll erlebte. Das Unternehmen stellte ihn 1982 an, als er sein Studium an der Kunsthochschule abschloss. Zu seinen ersten Projekten gehörten das Design von Pixelgrafiken für Donkey Kong auf dem tragbaren Game-&-Watch-System und Donkey Kong Jr. auf Arcade-Automaten. Anschließend wand er sich der Arbeit auf dem Nintendo Entertainment System zu, auf dem er die Spiele Wrecking Crew, Balloon Fight und Gumshoe entwarf.
Sakamoto schuf Charaktere für Metroid (unter dem Pseudonym Shikamoto) und war einer der Spieleentwickler von Kid Icarus. Er entwarf Super Metroid, Metroid Fusion, Metroid: Zero Mission, Metroid: Other M und war Produzent von Metroid: Samus Returns. Beispiele von Sakamotos Arbeit als Grafiker finden sich außerdem in den Nintendo-Spielen Balloon Kid (1990), Game & Watch Gallery (1997), Wario Land 4 (2001), Super Smash Bros. Melee (2001) und WarioWare. Er gilt als eines der prominentesten Mitglieder von Nintendos ehemaliger Entwicklungsabteilung, die unter dem Namen Nintendo Research & Development 1 bekannt ist.

## Spiele
- Donkey Kong Jr. (1982) — Game Designer
- Balloon Fight (1984) — Game Designer
- Wrecking Crew (1985) — Game Designer
- Gumshoe (1986) — Produzent, Game Designer
- Metroid (1986) — Game Designer
- Kid Icarus (1986) — Game Designer
- Nakayama Miho no Tokimeki High School (1987) — Game Designer
- Famicom Tantei Club: Kieta Kōkeisha (1988) — Game Designer
- Famicom Tantei Club Part II: Ushiro ni Tatsu Shōjo (1989) — Game Designer
- Balloon Kid (1990) — Produzent
- X (1992) — Produzent
- Kaeru no Tame ni Kane wa Naru (1992) -
- Super Metroid (1994) — Produzent, Scenario Writer
- Teleroboxer (1995) — Produzent
- Game & Watch Gallery (1997) — Berater
- Trade & Battle: Card Hero (2000) — Produzent, Game Designer
- Wario Land 4 (2001) — Supervisor
- Metroid Fusion (2002) — Chief Director, Scenario Writer
- Wario World (2003) — Advisor
- WarioWare, Inc.: Mega Party Game$! (2003) — Supervisor
- WarioWare: Twisted! (2004) — Produzent
- WarioWare: Touched! (2004) — Produzent, Game Designer
- Metroid: Zero Mission (2004) — Produzent
- WarioWare: Smooth Moves (2006) — Produzent, Game Designer
- Rhythm Tengoku (2006) — Produzent, Game Designer
- Picross DS (2007) — Supervisor
- Rhythm Heaven (2008) — Produzent
- WarioWare: D.I.Y. (2009) — Produzent
- Metroid: Other M (2010) — Produzent
- Rhythm Heaven Fever (2011) — Produzent
- Kiki Trick (2012) — Supervisor
- Game & Wario (2013) — Produzent, Game Designer
- Tomodachi Life (2013) — Produzent
- Rhythm Heaven Megamix (2015) — Produzent
- Miitomo (2016) — Produzent
- Metroid Prime: Federation Force (2016) — Berater
- Metroid: Samus Returns (2017) — Produzent
- Metroid Dread (2021) — Produzent
- Famicom Detective Club: The Missing Heir (2021, Remake) — Produzent
- Famicom Detective Club: The Girl Who Stands Behind (2021, Remake) — Produzent
- Emio – Der lächelnde Mann: Famicom Detective Club (2024, noch unveröffentlicht) — Produzent